# چرخ (فیلم ۱۹۸۱)
چرخ (به هندی: Chakra) فیلمی محصول سال ۱۹۸۱ و به کارگردانی رابیندرا دارماجی است. در این فیلم بازیگرانی همچون اسمیتا پاتیل، نصیرالدین شاه، کولبوشان کارباندا ایفای نقش کرده‌اند.